# Danforth, Illinois
Danforth är en ort i Iroquois County i delstaten Illinois, USA.